# Лейнсборо (город, Миннесота)
Лейнсборо (англ. Lanesboro) — город в округе Филмор, штат Миннесота, США. На площади 3,4 км² (3,4 км² — суша, водоёмов нет), согласно переписи 2002 года, проживают 788 человек. Плотность населения составляет 229,9 чел./км².
- Телефонный код города — 507
- Почтовый индекс — 55949
- FIPS-код города — 27-35450[1]
- GNIS-идентификатор — 0646474[2]